# Cala Creta
Cala Creta è una località abitata di 21 abitanti di Lampedusa e Linosa, comune italiano della provincia di Agrigento in Sicilia.

## Geografia fisica
Si tratta di un piccolo villaggio costituito interamente da 23 dammusi in pietra viva e da villini in stile mediterraneo a ridosso dell'omonima cala, nella parte orientale dell'isola di Lampedusa.
Non dispone di spiagge, ma possiede una piattaforma solarium. 

## Galleria d'immagini

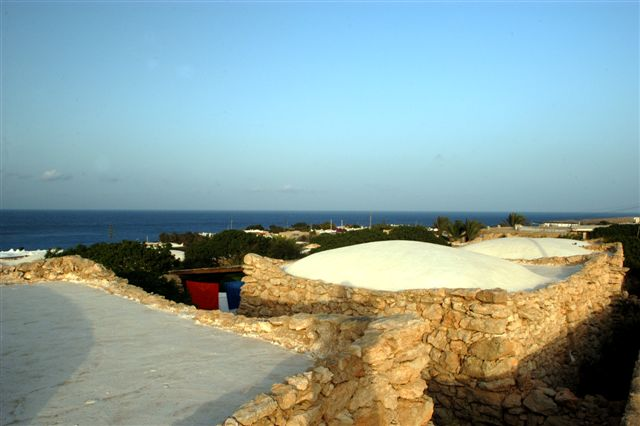
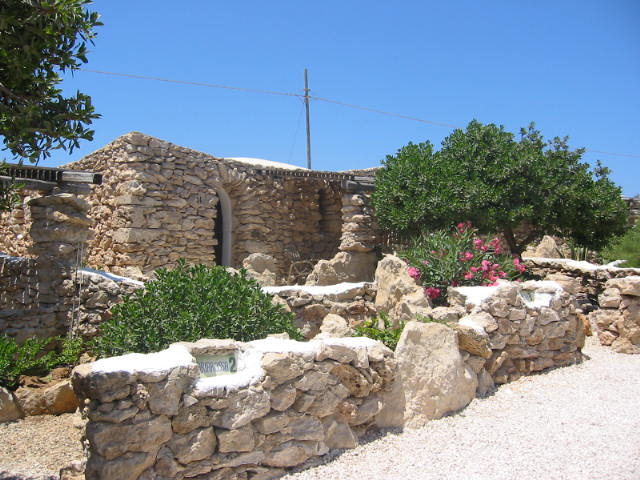